# Чемпионат мира по шоссейным велогонкам 1978

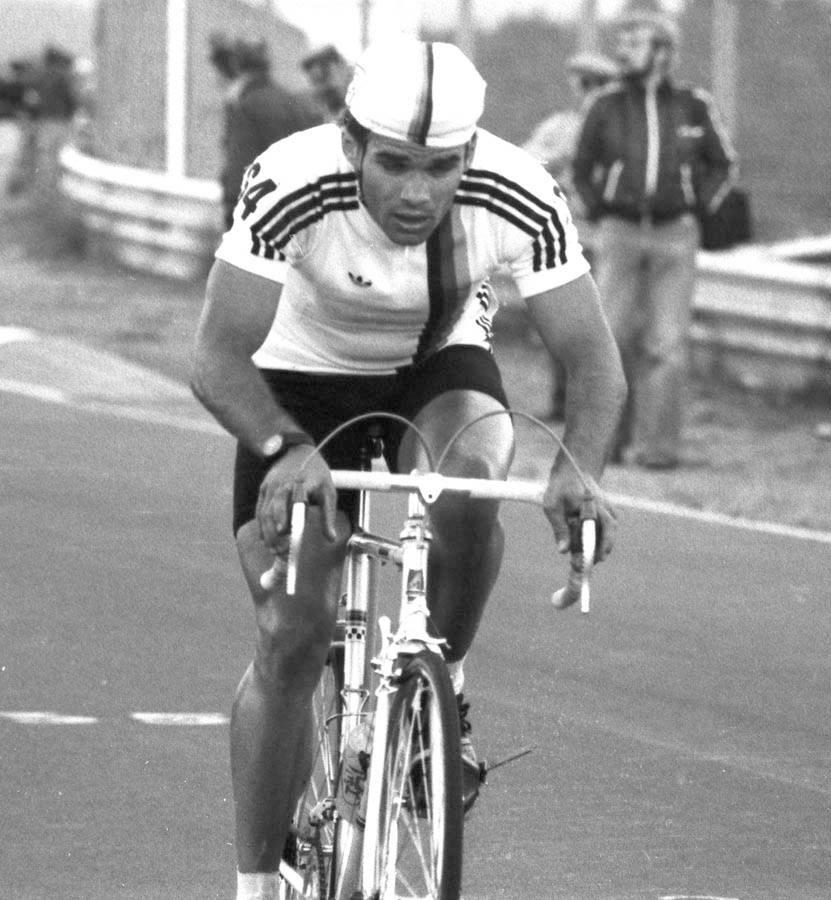
Петер Беккер, немецкий велогонщик, 1955 г.р. на чемпионате мира по шоссейным гонкам 1978 года, на трассе Нюрбургринг

Чемпионат мира по шоссейным велогонкам 1978 года проходил на трассе Нюрбургринг в районе Нюрбурга (ФРГ).

## Призёры
| Велогонка     | Золото                                                                          | Золото   | Серебро                                                                             | Серебро | Бронза                                                                         | Бронза |
| ------------- | ------------------------------------------------------------------------------- | -------- | ----------------------------------------------------------------------------------- | ------- | ------------------------------------------------------------------------------ | ------ |
| Мужчины       |                                                                                 |          |                                                                                     |         |                                                                                |        |
| Профессионалы | Герри Кнетеманн · Нидерланды                                                    | 7ч32’04" | Франческо Мозер · Италия                                                            |         | Йёрген Маркуссен · Дания                                                       |        |
| Любители      | Гильберт Глаус · Швейцария                                                      |          | Кшиштоф Суйка · Польша                                                              |         | Штефан Муттер · Швейцария                                                      |        |
| Команды       | Нидерланды · Густаф Бирингс · Берт Остербош · Барт ван Эст · Ян ван Хаувелинген |          | СССР · Ааво Пиккуус · Владимир Каминский · Алгимантус Гушавичус · Владимир Кузнецов |         | Швейцария · Гильберт Глаус · Штефан Мутте · Рихард Тринклер · Курт Эреншпергер |        |
| Женщины       |                                                                                 |          |                                                                                     |         |                                                                                |        |
|               | Беате Хабец ФРГ                                                                 |          | Корнелия ван Остен-Хаге · Нидерланды                                                |         | Эммануэла Лоренцо · Италия                                                     |        |